# Сабирабадски рејон
Сабирабадски рејон (азер. Sabirabad rayonu), једна је од 78 административно-територијалних јединица Азербејџана. Налази се у пределу региона Аран. Административни центар рејона се налази у граду Сабирабад. 
Сабирабадски рејон обухвата површину од 1.470 km² и има 155.400 становника (подаци из 2011). 
Административно, рејон се даље дели у 75 мањих општина.